# Шопинг-тур
«Шопинг-тур» — независимый малобюджетный российский фильм ужасов с элементами чёрной комедии, снятый Михаилом Брашинским. Один из первых, наряду с комедией «Горько!», псевдодокументальных российских фильмов в жанре found footage. По сюжету фильма, его герои, мать и сын из России, оказываются на экскурсии в Финляндии в тот самый день, когда все финны временно превращаются в каннибалов, которые охотятся на иностранцев.
Фильм вышел в прокат в России в ноябре 2013 года. Он завоевал ряд призов на кинофестивале и получил в целом положительные отзывы критиков. По отзыву Михаила Трофименкова, «самим фактом своего существования „Шопинг-тур“, как и фильмы, скажем, Светланы Басковой или Бориса Хлебникова, отрицает наличие хоть какого-нибудь смысла в наличной системе кинопроизводства в России».

## История
По словам Михаила Брашинского, идея сделать фильм без участия крупных продюсеров и государства «возникла просто потому, что хотелось работать и делать то, что хочется». Он также отметил, что фильм отражает и его личные переживания: 

Когда мне исполнилось 17 лет, у меня умер отец, и мама повезла меня в такое вот терапевтическое путешествие — ну как бы подальше от беды. Правда, мы ездили не в Финляндию и нас никто не ел. Для меня этот интимный смысл картины очень важен — неважно, что зрители его, скорее всего, не поймут.

Бюджет фильма, по словам режиссёра, составил 70 тысяч долларов.

## Сюжет
Фильм представляет собой псевдодокументальную съёмку камерой смартфона, который мать дарит сыну-подростку перед поездкой на экскурсионном автобусе в Финляндию. Как становится ясно из их разговоров, отец мальчика умер менее чем за месяц до описываемый событий.
По дороге мать и сын постоянно ссорятся. На остановке в Выборге сын просит сто рублей на еду, однако покупает в ларьке пиво и жвачку, за что потом мать устраивает ему скандал. На границе руководитель группы упоминает, что им предстоит шоп-тур, и сын обвиняет мать в том, что она ничего не сказала ему об этом: он думал, что поездка была подарком ему от матери, а она сделала всё это ради похода по магазинам.
Ночью автобус пересекает границу, и руководитель сообщает, что их программа немного изменилась: сейчас они заедут в торговый центр, который открыт специально для них, и в нём не будет других покупателей. Группе даётся время до пяти утра на покупки. Бродя по магазину, сын замечает, что финка, сопровождавшая их группу, запирает двери изнутри. Позже он видит на полу следы крови, а потом зовёт мать и они вместе замечают в подсобном помещении труп одного из членов их группы. Они сообщают об этом руководителю, но когда та приходит, трупа нет. На туристов неожиданно набрасывается персонал торгового центра: продавцы убивают и грызут зубами покупателей, вырывая им внутренности. Мать и сын, схватив первые попавшиеся предметы в качестве защиты, укрываются в одной из комнат в служебном помещении. К ним кто-то пытается вломиться в дверь, но затем наступает тишина.
Через некоторое время мама с сыном выбираются из магазина и бегут по дороге в поисках помощи. На автозаправке они просят девушку позвонить в полицию и та делает вид, что делает это, однако затем набрасывается на мать и кусает её в шею. Убежав с автозаправки, мать и сын находят полицию, где, однако, арестовывают их самих. Сын записывает на телефон прощальное обращение к друзьям на случай, если он не вернётся домой. Задержанный пакистанец из соседней камеры сообщает им, что на праздник Иван Купала у финнов есть обычай: в течение суток надо съесть как минимум одного чужака. Следующей ночью праздник кончится, и все финны снова станут «нормальными».
Через несколько часов мать и сына выводят из камеры и везут за город на пикник к «боссу», который уже пригласил друзей, чтобы полакомиться иностранцами. Сумев ранить босса и убежать, мать и сын прячутся возле сваленных коробок на задворках нежилого дома. Вокруг пустынно, однако из-за коробок неожиданно появляется маленькая девочка в белом платьице, которая впивается в ногу матери. Матери с сыном в ходе борьбы удаётся убить её.

## Награды
- 2012 — Кинофестиваль «Окно в Европу»:
  - Главный приз конкурса игрового кино — за юмор и жанровую дерзость (Михаил Брашинский)
  - Специальный приз жюри за лучшую женскую роль (Татьяна Колганова)
  - Приз Гильдии киноведов и кинокритиков России (Михаил Брашинский)
- 2013 — Кинопремия «Капля»:
  - Специальная премия за отечественный вклад в развитие жанра хоррор (Михаил Брашинский)

## Критика
Кинокритики отметили оригинальность фильма в жанровом отношении. Так, по мнению Михаила Трофименкова, «„Шопинг-тур“ — нечто большее, чем русская, условно говоря, „Ведьма из Блэр“. Брашинский ломает жанровые обещания, вызывая у зрителей плодотворный, творческий дискомфорт». В свою очередь, Сергей Оболонков счёл, что «для драмы тут всё-таки ощущается нехватка человечности и перебор с человечиной, а для жанрового эксперимента — чересчур много штампов».